# Rhododendron 'Il Tasso'
Rhododendron 'Il Tasso' — сорт зимостойких листопадных рододендронов.

## Биологическое описание
Листопадный кустарник. Высота в 10-летнем размеры куста 200×150 см. Согласно другому источнику, высота до 120 см. Тип роста куста вертикальный.
Листья зелёные.
Соцветия терминальные, сферические.
Цветки махровые, шириной 55 мм, внутри насыщенно жёлто-розовые, к краям бледно-розовые (некоторые авторы описывают цвет, как клубничный), аромат отсутствует или очень слабый.

## В культуре
В Германии и Польше полностью зимостойки.
В Германии зацветает в конце мая — начале июня.